# Campeonato Mundial de Luge de 2023
El LI Campeonato Mundial de Luge se celebró en Oberhof (Alemania) entre el 27 y el 29 de enero de 2023 bajo la organización de la Federación Internacional de Luge (FIL) y la Federación Alemana de Luge.
Las competiciones se realizaron en el Canal de Hielo de Oberhof. Fueron disputadas 9 pruebas, 4 masculinas, 4 femeninas y una mixta.
Los pilotos de Rusia y Bielorrusia fueron excluidos de este campeonato debido a la invasión rusa de Ucrania.

## Medallistas
| Evento                                                  | Oro                                                                                  | Plata                                                                                 | Bronce                                                                         |
| ------------------------------------------------------- | ------------------------------------------------------------------------------------ | ------------------------------------------------------------------------------------- | ------------------------------------------------------------------------------ |
| Masculino individual (29.01)                            | Jonas Müller · Austria · 1:25,478                                                    | Max Langenhan · Alemania · 1:25,582                                                   | David Gleirscher · Austria · 1:25,599                                          |
| Masculino individual velocidad (27.01)                  | Felix Loch · Alemania · 33,544                                                       | Jonas Müller · Austria · 33,617                                                       | Max Langenhan · Alemania · 33,666                                              |
| Masculino doble (28.01)                                 | Toni Eggert · Sascha Benecken · Alemania · 1:23,517                                  | Tobias Wendl · Tobias Arlt · Alemania · 1:23,688                                      | Yannick Müller · Armin Frauscher · Austria · 1:23,709                          |
| Masculino doble velocidad (27.01)                       | Toni Eggert · Sascha Benecken · Alemania · 26,248                                    | Tobias Wendl · Tobias Arlt · Alemania · 26,284                                        | Yannick Müller · Armin Frauscher · Austria · 26,317                            |
| Femenino individual (28.01)                             | Anna Berreiter · Alemania · 1:23,991                                                 | Julia Taubitz · Alemania · 1:24,049                                                   | Dajana Eitberger · Alemania · 1:24,107                                         |
| Femenino individual velocidad (27.01)                   | Dajana Eitberger · Alemania · 26,204                                                 | Julia Taubitz · Alemania · 26,205                                                     | Anna Berreiter · Alemania · 26,232                                             |
| Femenino doble (28.01)                                  | Jessica Degenhardt · Cheyenne Rosenthal · Alemania · 1:17,619                        | Selina Egle · Lara Kipp · Austria · 1:17,745                                          | Andrea Vötter · Marion Oberhofer · Italia · 1:17,806                           |
| Femenino doble velocidad (27.01)                        | Jessica Degenhardt · Cheyenne Rosenthal · Alemania · 31,205                          | Selina Egle · Lara Kipp · Austria · 31,221                                            | Andrea Vötter · Marion Oberhofer · Italia · 31,228                             |
| Equipo mixto femenino ind. masculino ind. doble (29.01) | Alemania · Anna Berreiter · Max Langenhan · Toni Eggert · Sascha Benecken · 2:22,666 | Austria · Madeleine Egle · Jonas Müller · Yannick Müller · Armin Frauscher · 2:22,289 | Letonia Kendija Aparjode Kristers Aparjods Mārtiņš Bots Roberts Plūme 2:22,666 |

## Medallero
| Núm. | País     | Oro | Plata | Bronce | Total |
| ---- | -------- | --- | ----- | ------ | ----- |
| 1    | Alemania | 8   | 5     | 3      | 16    |
| 2    | Austria  | 1   | 4     | 3      | 8     |
| 3    | Italia   | 0   | 0     | 2      | 2     |
| 4    | Letonia  | 0   | 0     | 1      | 1     |
|      | TOTAL    | 9   | 9     | 9      | 27    |